# Futebol nos Jogos Olímpicos de Verão da Juventude de 2010 - Masculino
O torneio masculino de futebol nos Jogos Olímpicos de Verão da Juventude de 2010  ocorreu entre 13 e 25 de agosto no Estádio Jalan Besar. Seis equipes participaram do evento.

## Medalhistas
|  | BOL Bolívia |  | HAI Haiti |  | SIN Singapura |
|  | Pedro Galindo Álvaro Paz Carlos Anez Macallister Amutary Noel Rodríguez Romero Vaca Jhamil Bejarano Yasser Manzur Jorge Alpire Jorge Sabja Rodrigo Mejido Harry Zegarra Osvaldo Daza Marvin Martínez Cristian Arano Gustavo Torrez Luis Banegas Josue Gutrhie |  | Jeff Petit Frere Daniel Gedeon Sindy Louissaint Jonathan Momplaisir Nike Metellus William Barthelemy Carlos Gluce Ismael Hilaire Jean Paraison Bertrand Vilgrain Sandino Saint Jean Pierre Samedi Robert Surpris Jean Bonhomme Sandro Saint Surin Whoopy Jean Baptiste Junior Bonheur Jeff Alphonse |  | Fashah Rosedin Firdaus Mohd Radhi Kasim Irfan Mohamed Jeffrey Lightfoot Ammirul Mazlan Brandon Koh Iskander Khairul Syazwan Mohamed Hanafi Mohd Jonathan Tan Sunny Ng Hazim Hassan Illyas Lee Bryan Neubronner Dhukhilan Jeevamani Muhaimin Suhaimi Hamzah Fazil |

## Arbitragem
A FIFA divulgou os seis trios de arbitragem masculinos que atuaram nos Jogos Olímpicos da Juventude:
| Árbitros              | Assistentes                               |
| AFC                   | AFC                                       |
| --------------------- | ----------------------------------------- |
| QAT Banjar Al Dosary  | QAT Hassan Althawadi QAT Mohammad Dharman |
| CAF                   |                                           |
| NAM Rainhold Shikongo | SWZ Petros Mbingo BOT Simon Jackson       |
| CONCACAF              |                                           |
| GUA Walter Lopez      | GUA Gerson Lopez HON Juan Rodas           |

| Árbitros           | Assistentes                       |
| CONMEBOL           | CONMEBOL                          |
| ------------------ | --------------------------------- |
| COL Wilmar Roldán  | COL Rafael Rivas COL Eduardo Díaz |
| OFC                |                                   |
| TAH Norbert Hauata | NZL Mark Rule FIJ Ravenish Kumar  |
| UEFA               |                                   |
| HUN Istvan Vad     | HUN Gyorgy Ring HUN Istvan Albert |

## Formato
As seis equipes foram divididas em dois grupos de três equipes, onde cada uma realizou dois jogos dentro do seu respectivo grupo. As duas primeiras colocadas de cada grupo classificaram-se as semifinais e as últimas para a disputa do quinto lugar. Nas semifinais, os vencedores disputaram a final e os perdedores a medalha de bronze.

## Resultados

### Preliminares
|  | Equipes classificadas às semifinais |

#### Grupo C
| Equipe      | P | J | V | E | D | GP | GC | SG  |
| ----------- | - | - | - | - | - | -- | -- | --- |
| BOL Bolívia | 6 | 2 | 2 | 0 | 0 | 11 | 0  | +11 |
| HAI Haiti   | 3 | 2 | 1 | 0 | 1 | 2  | 10 | -8  |
| VAN Vanuatu | 0 | 2 | 0 | 0 | 2 | 1  | 4  | -3  |

Todas as partidas seguem o horário da Singapura (UTC+8)
| 13 de agosto | Vanuatu VAN | 0 – 2     | BOL Bolívia                              | Estádio Jalan Besar, Singapura         |
| 18:00        |             | Relatório | Carlos Anez 19' (pen) · Luis Banegas 42' | Público: 2 479 Árbitro: HUN Istvan Vad |

| 16 de agosto | Bolívia BOL | 9 – 0     | HAI Haiti | Estádio Jalan Besar, Singapura             |
| 18:00        | Cristian Arano 23' · Rodrigo Mejido 37', 43', 68', 81' · Romero Vaca 42' · Josue Gutrhie 42' · Yasser Mazur 49' · Jorge Alpire 70' | Relatório |           | Público: 1 215 Árbitro: TAH Norbert Hauata |

| 19 de agosto | Haiti HAI                             | 2 – 1     | VAN Vanuatu   | Estádio Jalan Besar, Singapura                |
| 18:00        | Daniel Gedeon 67' · Jean Bonhomme 70' | Relatório | Petch Ham 48' | Público: 5 850 Árbitro: NAM Rainhold Shikongo |

#### Grupo D
| Equipe         | P | J | V | E | D | GP | GC | SG |
| -------------- | - | - | - | - | - | -- | -- | -- |
| SIN Singapura  | 6 | 2 | 2 | 0 | 0 | 6  | 3  | +3 |
| MNE Montenegro | 3 | 2 | 1 | 0 | 1 | 4  | 4  | 0  |
| ZIM Zimbabwe   | 0 | 2 | 0 | 0 | 2 | 2  | 5  | -3 |

| 13 de agosto | Singapura SIN                                 | 3 – 1  | ZIM Zimbabwe             | Estádio Jalan Besar, Singapura           |
| 20:45        | Ammirul Mazlan 1' · Muhaimin Suhaimi 11', 30' | Report | Albert Kusemwa 64' (pen) | Público: 4 800 Árbitro: GUA Walter López |

| 16 de agosto | Zimbabwe ZIM            | 1 – 2     | MNE Montenegro                              | Estádio Jalan Besar, Singapura               |
| 20:45        | Stanford Chavingira 81' | Relatório | Zarko Grbovic 28' · Aleksandar Boljevic 44' | Público: 1 215 Árbitro: QAT Banjar Al-Dosari |

| 19 de agosto | Montenegro MNE                | 2 – 3     | SIN Singapura                                                 | Estádio Jalan Besar, Singapura            |
| 20:45        | Nebojsa Kosovic 9', 23' (pen) | Relatório | Muhaimin Suhaimi 3' · Jeffrey Lightfoot 35' · Brandon Koh 75' | Público: 5 850 Árbitro: COL Wilmar Roldán |

### Fase final
|  | Semifinais           | Semifinais           |   |                      | Final                | Final |  |
|  |                      |                      |   |                      |                      |       |  |
|  | 22 de agosto – 18:00 |                      |   |                      |                      |       |  |
|  | BOL Bolívia          | 3                    |   |                      |                      |       |  |
|  | MNE Montenegro       | 1                    |   |                      |                      |       |  |
|  |                      |                      |   |                      |                      |       |  |
|  |                      |                      |   |                      | 25 de agosto – 20:45 |       |  |
|  |                      |                      |   |                      | BOL Bolívia          | 5     |  |
|  |                      | HAI Haiti            | 0 |                      |                      |       |  |
|  |                      |                      |   |                      |                      |       |  |
|  |                      |                      |   |                      |                      |       |  |
|  |                      |                      |   |                      | 3º lugar             |       |  |
|  | 22 de agosto – 20:45 | 22 de agosto – 20:45 |   | 25 de agosto – 18:00 | 25 de agosto – 18:00 |       |  |
|  | SIN Singapura        | 0                    |   | MNE Montenegro       | 1                    |       |  |
|  | HAI Haiti            | 2                    |   |                      | SIN Singapura        | 2     |  |

#### Semifinal
| 22 de agosto | Bolívia BOL                                            | 3 – 1     | MNE Montenegro          | Estádio Jalan Besar, Singapura               |
| 18:00        | Jorge Sabja 5' · Rodrigo Mejido 56' · Luis Banegas 60' | Relatório | Aleksandar Boljevic 26' | Público: 3 500 Árbitro: QAT Banjar Al-Dosari |

| 22 de agosto | Singapura SIN | 0 – 2     | HAI Haiti                                   | Estádio Jalan Besar, Singapura         |
| 20:45        |               | Relatório | Jean Bonhomme 38' · Daniel Gedeon 80' (pen) | Público: 6 000 Árbitro: HUN Istvan Vad |

#### Disputa pelo 5º lugar
| 23 de agosto | Vanuatu VAN             | 2 – 0     | ZIM Zimbabwe | Estádio Jalan Besar, Singapura           |
| 20:45        | Andre Kalselik 20', 60' | Relatório |              | Público: 1 615 Árbitro: GUA Walter López |

#### Disputa pelo bronze
| 25 de agosto | Montenegro MNE   | 1 – 4     | SIN Singapura                                       | Estádio Jalan Besar, Singapura             |
| 18:00        | Jovan Baosic 14' | Relatório | Hanafi Mohd 6', 45' · Ammirul Mazlan 57' (pen), 65' | Público: 4 380 Árbitro: TAH Norbert Hauata |

#### Final
| 25 de agosto | Bolívia BOL                                                                       | 5 – 0     | HAI Haiti | Estádio Jalan Besar, Singapura         |
| 20:45        | Rodrigo Mejido 5' · Jorge Alpire 31' · Cristián Arano 53' · Luis Banegas 60', 72' | Relatório |           | Público: 5 230 Árbitro: HUN Istvan Vad |

## Classificação final
| Pos.              | Equipe         |
| ----------------- | -------------- |
| Medalha de ouro   | BOL Bolívia    |
| Medalha de prata  | HAI Haiti      |
| Medalha de bronze | SIN Singapura  |
| 4                 | MNE Montenegro |
| 5                 | VAN Vanuatu    |
| 6                 | ZIM Zimbabwe   |